# The Searchers (film)
The Searchers is een film uit 1956 onder regie van John Ford. Het is een boekverfilming van het boek van Alan Le May.

## Verhaal
1868. Ex-soldaat Ethan Edwards is op weg naar zijn broer in Texas. Hij komt net terug van de burgeroorlog. Niet veel later worden zijn broer, schoonzus en neef afgeslacht door Comanches en de door Scar aangevoerde indianenbende ontvoert de twee dochters van het gezin, Lucy en Debbie. Ethan en zijn neef Martin Pawley achtervolgen samen met een groep Texas Rangers de indianen. Ze vinden na enkele dagen het verkrachte en vermoorde lichaam van Lucy. Daarna volgt de film de zeven jaar durende speurtocht van Ethan en Martin naar Debbie. Als de jaren passeren is Debbie ondertussen volwassen en opperhoofd Scar, de aartsvijand van Ethan, neemt haar tot squaw. Ethan en Martin vinden de opgejaagde stam van Scar na al die jaren uiteindelijk in Mexico. Ethan wijst Debbie daar af, omdat ze een squaw is geworden en de scalp showt van haar vermoorde moeder, Ethans geheime liefde. Martin moet er vervolgens voor zorgen dat Ethan haar niet vermoordt.

## Rolverdeling

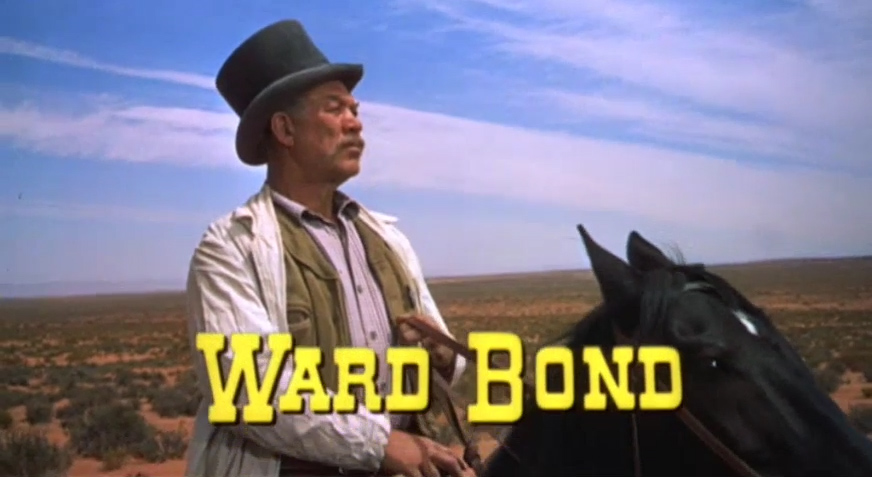
Ward Bond in de opening van de film

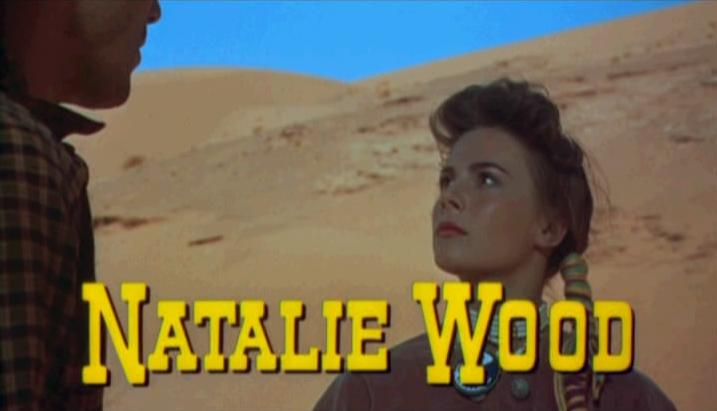
Natalie Wood in de opening van de film

| Acteur          | Personage                        |
| --------------- | -------------------------------- |
| John Wayne      | Ethan Edwards                    |
| Jeffrey Hunter  | Martin Pawley                    |
| Vera Miles      | Laurie Jorgensen                 |
| Ward Bond       | Kapitein Samuel Johnston Clayton |
| Natalie Wood    | Debbie Edwards                   |
| John Qualen     | Lars Jorgensen                   |
| Olive Carey     | Mevrouw Jorgensen                |
| Henry Brandon   | Cicatrice, alias Scar            |
| Ken Curtis      | Charlie McCorry                  |
| Harry Carey Jr. | Brad Jorgensen                   |
| Antonio Moreno  | Emilio Figueroa                  |
| Hank Worden     | Mose Harper                      |
| Walter Coy      | Aaron Edwards                    |
| Dorothy Jordan  | Martha Edwards                   |

## Invloed
The Searchers heeft vele andere beroemde films beïnvloed, zoals Easy Rider, Taxi Driver, Star Wars: Episode IV: A New Hope, Dances with Wolves, Lawrence of Arabia en Saving Private Ryan.

Een scène werd herbruikt in de film Once Upon a Time in the West en een quote werd gebruikt in Star Wars: Episode II: Attack of the Clones. Buddy Holly heeft ook enkele regels uit zijn songteksten uit deze film gehaald.

## Kritiek

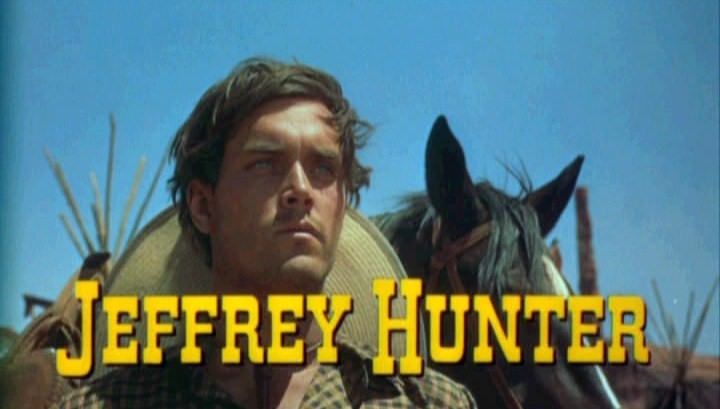
Jeffrey Hunter in de opening van de film

- De film werd door de Library of Congress cultureel beduidend genoemd.
- De film werd geselecteerd voor de National Film Registry.
- De film was ook een kandidaat voor De beste film ooit gemaakt.
- De film kreeg van kijkers op imdb.com uit meer dan 12000 stemmen een 8.0 en staat op nummer 232 van de beste films aller tijden van IMDb.
- The Searchers stond op The Sight and Sound poll in 1972 op nummer achttien van beste film. In 1992 kreeg het de vijfde plek, en in 2002 stond de film op nummer elf.
- De film is de favoriete film van onder andere Steven Spielberg, Martin Scorsese en George Lucas.
- Het Engelse blad Entertainment Weekly noemde deze film de beste western aller tijden en stond op nummer dertien van beste film aller tijden.
- De Nederlandse filmregisseur Martin Koolhoven heeft The Searchers meermalen in het openbaar bekritiseerd om het vermeende racistische karakter.